# ELEX (серія)
ELEX — серія відеоігор жанру Action RPG, розроблена Piranha Bytes та видана THQ Nordic. Нараз серія нараховує дві гри: ELEX та ELEX II. Сетинг серії еклектичний. Він поєднує елементи середньовічного фентезі, постапокаліпсису та футуристичного кіберпанку. 

## Релізи
| Рік  | Назва   | Розробник     | Видавець   | Платформа                                                                |
| ---- | ------- | ------------- | ---------- | ------------------------------------------------------------------------ |
| 2017 | ELEX    | Piranha Bytes | THQ Nordic | Microsoft Windows, Xbox One, PlayStation 4                               |
| 2022 | ELEX II | Piranha Bytes | THQ Nordic | Microsoft Windows, Xbox One, Xbox Series X, PlayStation 4, PlayStation 5 |